# Schiedlo
Schiedlo (poln. Szydłów) ist eine Wüstung auf dem Gebiet der Gemeinde Cybinka in Polen. Die Fluren von Szydłów sind Teil des Landschaftsschutzgebietes Krzesin (Krzesiński Park Krajobrazowy).
Schiedlo lag gegenüber von Ratzdorf und der Einmündung der Lausitzer Neiße am Ostufer der Oder. Es war der einzige Niederlausitzer Ort östlich des Flusses.

## Geschichte

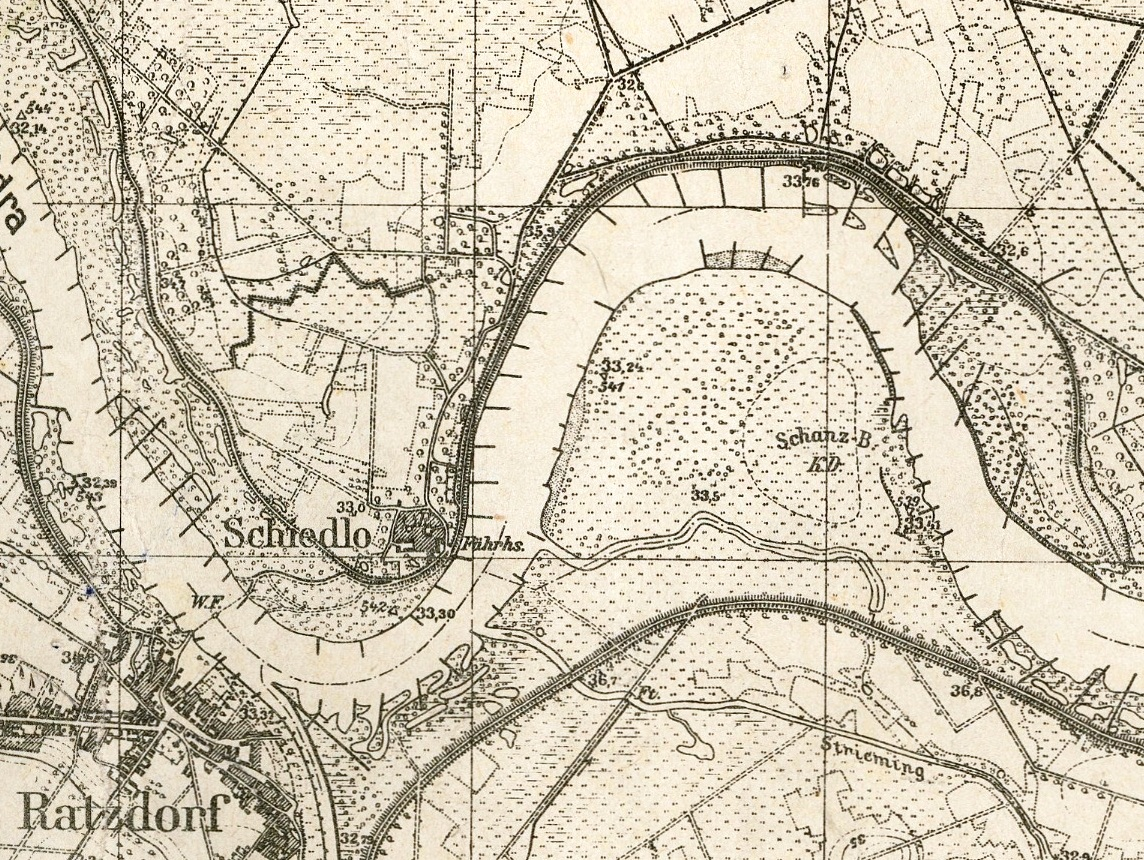
Ausschnitt aus Messtischblatt 3954 aus dem Jahre 1934

Zur Lausitz kam Schiedlo 1249, als Heinrich der Erlauchte, Markgraf von Meißen und der Lausitz, in einem Erbstreit der niederschlesischen Piastenherzöge und Brüder Heinrichs III. vermittelte. Dafür überließen sie ihm die Burg Schiedlo und die zugehörige Gegend beiderseits der Oder.
1316 oder 1319 erwarb das Stift Neuzelle die Burg und das Dorf Schiedlo. Es war als Afterlehen des Stifts immer an verschiedene Adelige ausgetan, die die eigentliche Ortsherrschaft darstellten. Lange Zeit (bis zur Säkularisation Neuzelles 1817) hatten die Ritter von Loeben das Afterlehen inne.
Die Schanzen bei Schiedlo waren, nachdem die Niederlausitz 1635 zu Kursachsen gekommen war, Gegenstand militärischer Auseinandersetzungen, weil hier ein günstiger Oderübergang lag. In den Schlesischen Kriegen und im Siebenjährigen Krieg überschritten hier preußische, österreichische, russische und sächsische Truppen mehrfach den Fluss.
1815 kam Schiedlo mit der Niederlausitz zu Preußen. Am 1. Oktober 1908 wurde Schiedlo als Gemeinde gelöscht und die Bewohner zum Verkauf ihrer Häuser und zur Umsiedlung genötigt. Die preußische Regierung verweigerte aus Sparsamkeitsgründen den Bau neuer Deiche um Schiedlo, das durch ständige schwere Überschwemmungen stark gefährdet war. Die Absiedlung des Ortes war die billigere Lösung.
Einige Häuser waren auch nach 1908 noch bewohnt und nach dem Ersten Weltkrieg wurden einige Gebäude als Jugendherberge genutzt. Vermutlich schon während des Zweiten Weltkrieges, als der Tourismusbetrieb kriegsbedingt stark eingeschränkt war, wurde die Jugendherberge aufgegeben. Von Schiedlo ist kaum noch etwas zu erahnen, die Mauerreste der letzten Häuser sind vollständig mit Gebüsch überwachsen.